# Loa
La loa es un subgénero del teatro breve cultivado en el Siglo de Oro español.

## Definición
Del verbo loar, se trata de una composición breve en verso que se escenificaba antes que el  acto o jornada de una comedia. Al principio era un monólogo; luego se transformó en una conversación con mayor acción dramática. Se precedía de unos tonos musicales con guitarras, vihuela y arpa, a veces cantados, que se reiteraban a su conclusión.
Uno de los primeros teóricos del teatro español en el siglo XVI, Bartolomé de Torres Naharro, autor asimismo de varias comedias que hizo imprimir en Nápoles en 1521 con un prólogo en que presentaba los preceptos de la poesía dramática según su opinión, creó el antecedente directo de la loa con lo que él denominó introito.

## Historia y evolución
Uno de los primeros teóricos del teatro español en el siglo XVI, Bartolomé de Torres Naharro, autor asimismo de varias comedias que hizo imprimir en Nápoles en 1521 con un prólogo en que presentaba los preceptos de la poesía dramática según su opinión, creó el antecedente directo de la loa con lo que él denominó introito.
Por entonces había empezado una controversia entre los partidarios del uso antiguo en el teatro español, quienes pretendían que, sin tener en cuenta la diferencia de civilización y costumbres, el teatro español fuese mero reflejo del teatro griego del cual eran admiradores, y los del uso moderno, quienes faltos de la erudición necesaria para producir obras de gran mérito según el arte antiguo, tenían el acierto de acomodar sus producciones a las ideas, sentimientos y costumbres del pueblo para el que principalmente escribían.
Torres Naharro, deseoso sin duda de que fuesen conocidos los preceptos que le habían servido de guía en la composición de sus obras, las hizo imprimir con el prólogo ya citado, en el cual, después de distinguir dos especies de comedia, divide esta en dos partes: introito y argumento. De aquí nació la costumbre de hacer que el drama fuese precedido de un prólogo que servía de exposición, en lo que no se hizo otra cosa que imitar a los antiguos.
Esta especie de Prólogo vino con el tiempo a llamarse loa y se consideró como una parte necesaria para entender el drama hasta la época del gran monstruo del ingenio que fue el inimitable Lope de Vega.
Agustín de Rojas, hablando en su Viaje entretenido (1603) del estado en que se hallaba el teatro español en tiempo de Lope de Rueda, famoso autor dramático, dice de este lo siguiente:
Comenzó a poner la farsa / en buen uso y orden buena; / porque la repartió en actos, / haciendo introitos en ella, / que ahora llamamos loa / y declaraban lo que era.
La exposición o la loa no era, pues, una parte de la acción dramática, sino una cosa de todo punto distinta, que consistía en un breve resumen del argumento, compuesta por lo general por versos octosílabos y no sólo precedía a las composiciones dramáticas cuyos asuntos eran profanos, sino también aquellas que se llamaban autos, de temática religiosa.
Para que de esta especie de prólogos se forme una idea más exacta citaré aquí uno que se encuentra en un auto titulado Los desposorios de Moisés en que se dice lo siguiente (en castellano de la época):
Aqui os traere a la memoria, / si acaso atención se tien, / para que se entienda bien, / una divinal historia, / del gran profeta Moisén. / Trata de cuando huyó, / del poder del Faraón, / porque a un egipcio mató, / y como a Madián llegó, / do le avino otra quistión. / Y es como caminaba, / a pie, un pozo topó, / a do bebió y apagó / la sed grande que llevaba / y a descansar se llegó. / Pues dos doncellas vinieron, / a aqueste pozo a abrevar / sus ganados, y estorbar / dos villanos les quisieron / el agua que querían dar....
Tales pues eran las fórmulas con que de ordinario a la par que se decía el argumento se imploraba la indulgencia del público antes de dar principio a las representaciones dramáticas.
Agustín de Rojas Villandrando incluyó en su Viaje entretenido hasta 38 loas, cuya introducción a cargo de diversos comediantes da su estructura a esta obra miscelánea. Pero fue en el siglo XVII cuando este género se diversificó en distintos subgéneros:
- Loa palatina o para Palacio: Se encargaba para los espectáculos teatrales que formaban parte de las fiestas reales; tras una breve trama, finalizaba con una canto de alabanza al monarca.
- Loa religiosa: para festividades sacras en los conventos, muchas veces compuestas por religiosos o religiosas, para festejar la Navidad o Semana Santa, o la fiesta de un santo.
- Loa sacramental: que precedía a los autos sacramentales del día del Corpus, de contenido alegórico y teológico.
- Loa cortesana o de encargo: Encargada para un noble a algún poeta protegido suyo para fiestas de carácter familiar, como bodas, cumpleaños, aniversarios o bautizos, terminó por constituirse en un esquema invariable.
- Loa de presentación de compañías: Son las que más se ajustan a la estructura del género; al no haber programas impresos, se hacía una pieza de este tipo para que los espectadores conocieran a los actores de temporada de la compañía; los actores ejecutaban conscientemente una función metateatral de teatro dentro del teatro. Más tarde la pieza incorpora un breve resumen de la comedia a que servía de pórtico.

Formalmente, la loa se componía en versos de arte menor asumiendo las características de otros géneros dramáticos breves, como el entremés, apareciendo diversos subgéneros como la loa dialogada o entremesada (predominante desde 1650) frente a la loa monologada del teatro anterior (sólo tres de las loas de Rojas eran dialogadas). La loa entremesada se hacía entre varios personajes con una acción mínima (a veces la mera presentación de la compañía o cualquier otra cuestión metateatral, tema frecuente en la loa, donde solía hablarse de los géneros dramáticos, la relación con el público, etcétera), con algún que otro elemento escenográfico. 
Las loas cortesanas solían alabar impúdicamente al noble que auspiciaba la función, o hacía referencia al acontecimiento en cuya celebración se hacía la comedia: natalicios, cumpleaños reales, canonizaciones, bodas. Este tipo de loas, que eran más aparatosas, llegaron incluso a individualizarse en algunos casos, ya muy avanzado el siglo XVII, para convertirse en pieza única de un festejo teatral. 
Las loas sacramentales antecedían a los autos sacramentales, y su función consistía en despejar la interpretación de alguna alegoría demasiado compleja o el simbolismo de algunos personajes.
Escribieron loas Lope de Vega (ya desde fines del siglo XVI), Luis Vélez de Guevara, Pedro Calderón de la Barca y Sor Juana Inés de la Cruz. Algunos autores se especializan en este tipo de piezas, como Francisco Bances Candamo, Agustín de Salazar y sobre todo Antonio de Solís, seguramente el autor más original del género. En tiempos modernos escribieron loas Jacinto Benavente, Ramón María del Valle-Inclán o Federico García Lorca. Sobre loas ideó su espectáculo Ñaque José Sanchís Sinisterra.
Antonio García Berrio escribe en 1973 que la loa sirve "para preparar los ánimos de los oyentes a que tengan atención y silencio y miren con buenos ojos la comedia, y para defender al autor de alguna calumnia, faltas y descuidos que le murmuran, o para explicar algunas cosas intrincadas que podrían impedir la noticia de la fábula".